# Summit (Illinois)
Summit è un comune degli Stati Uniti d'America, situato nell'Illinois, nella contea di Cook. Fa parte dell'area metropolitana di Chicago. È conosciuto per il racconto di Ernest Hemingway Gli uccisori e per essere la città natale dell'attivista Fred Hampton.